# ثنائي ميثيل التربتامين
ثنائي مثيل التربتامين (بالإنجليزية: N,N-Dimethyltryptamine)‏ يختصر الدي ام تي (DMT) هو مادة مهلوسة ومخلة بالنفس متواجدة بالطبيعة ويتم تحويلها على شكل مسحوق بلوري للتعاطي وهو من عائلة التريبتامين، وهو تركيب احادي للسيروتونين والميلاتونين.
استخدم لأول مرة من الهنود الاصليين في الامزون عبر الاياهوساكا.

## التأثيرات
يعتبر عقاراً مخدراً يتم تعاطيه للحصول على الآثار النفسية التي يحدثها، والتي تماثل تلك الآثار الناتجة عن تعاطي بعض العقاقير المخدرة الأخرى مثل «إل إس دي» فطر السيلوسيبين، حيث تسبب الهلاوس وتشتت الإبصار بالواقع لدى المتعاطي. وقد تستمر هذه الآثار لمدة تصل إلى ساعتين أو ثلاث ساعات، وذلك حسب الجرعة، وبينما تكون هذه الآثار سارة، إلا أنه قد تحدث رحلة غير سارة للمتعاطي والتي قد تمثل تجربة مفزعة إلى حد كبير.

### قابلية الإدمان
الإدمان ممكن في حالة الاستخدام الفموي أو الحقن أو الشم ل دي ام تي وخطر الإصابة بالاضطراب النفسي منخفض أو مرتفع حسب ذكريات العقل الباطن لدى الشخص.

### التأثير الفيزيائي
تختلف آثار عقار الدي إم تي من شخص لآخر، وتنبع آثار العقار المهلوس من اللاشعور، وهذا يعني أن ما يشاهده المتعاطي عندما يكون تحت تأثير العقار المهلوس هو تجربة فريدة خاصة به. ولذلك فإن كل ما هو معروف عن الرحلة الناتجة عن تعاطي عقار دي إم تي المهلوس هو من خلال القصص التي يسردها المتعاطون أنفسهم.